# Hardya ribauti
Hardya ribauti är en insektsart som beskrevs av Rauno E. Linnavuori 1953. Hardya ribauti ingår i släktet Hardya och familjen dvärgstritar. Inga underarter finns listade i Catalogue of Life.